# Overprotected
Overprotected è un singolo della cantante statunitense Britney Spears, pubblicato l'8 dicembre 2001 come secondo estratto dal terzo album in studio Britney.

## Descrizione
Si tratta del secondo estratto solo per il mercato europeo, mentre per quello americano è stato il terzo, prodotto da Max Martin e Rami Yacoub. 
In America non è stato pubblicato nella sua versione originale, ma nella Darkchild Remix. Nel 2003 questa canzone ha fatto ricevere a Spears una candidatura ai Grammy come miglior performance pop femminile, poi vinto però da Norah Jones con Don't Know Why. 

## Video musicale

### Video europeo
È diretto da Billie Woodruff, lo stesso che aveva girato con la cantante Born to Make You Happy ed è il video originale.
Il videoclip di si apre con Britney Spears che si avvicina a una porta, la apre e si dirige verso un'automobile parcheggiata, circondata da membri della stampa intenti a fotografarla e riprenderla. Successivamente, la scena si sposta in un magazzino abbandonato, dove compare una seconda versione della cantante, appoggiata a un palo. Questa inizia a cantare, seguita poco dopo dalla prima Spears, la quale attira l'attenzione di un gruppo di giovani presenti nel luogo.
La sequenza prosegue con l'artista che si unisce ai ballerini, eseguendo una coreografia caratterizzata da movimenti ritmati e sensuali, focalizzati su bacino e braccia. In una scena successiva, Spears si trova da sola all'interno di una stanza dai toni grigi, decorata con alcuni quadri, le cui pareti iniziano lentamente ad allontanarsi.
Il video alterna momenti in cui la cantante danza energicamente nel magazzino a inquadrature più statiche all'interno della stanza, dove continua a muoversi seguendo il ritmo della musica. Nel finale, Spears torna nella stanza, solleva il volto, si gira e si allontana mentre le pareti si chiudono progressivamente su di lei. Il videoclip si conclude con la stanza che si oscura gradualmente.
Il 2 maggio 2020 il video raggiunge cento milioni di visualizzazioni su YouTube.

### Video americano
Il video per la versione americana di Overprotected, anche noto come Darkchild Video Remix, è stato girato da Chris Applebaum. Trae ispirazione dal video di Janet Jackson per la canzone Son of a Gun (I Betcha Think This Song Is About You), dal momento che i due videoclip condividono la stessa location.
La narrazione di questa versione del video si apre con una ripresa aerea di un complesso residenziale, focalizzandosi poi su un'abitazione in particolare, all'interno della quale si trova Britney Spears insieme a un gruppo di ballerine. Le protagoniste si stanno preparando per uscire, mentre in sottofondo un notiziario televisivo riporta un servizio su un'esibizione della cantante, descritta come audace e provocatoria. Spears spegne il televisore, effettua una telefonata alla propria guardia del corpo e inizia a eseguire una coreografia nel corridoio della casa.
Poco dopo, un SUV arriva all'ingresso e la cantante vi sale insieme alle amiche. Una volta all'interno del veicolo, la poltrona su cui è seduta si reclina automaticamente, rivelando una pista da ballo nascosta in stile discoteca. Qui, il gruppo continua a danzare, per poi spostarsi in un corridoio illuminato da luci intermittenti e atmosferiche.
Il videoclip si conclude alternando scene dell'artista che canta su uno sfondo completamente nero a nuove inquadrature aeree delle abitazioni, richiamando l'inizio della narrazione visiva.

## Tracce
| Australia CD Single 1. "Overprotected" — 3:18 2. "Overprotected" [JS16 Remix] — 6:07 3. "Overprotected" [JS16 Dub] — 5:24 4. "Exclusive Chat With Britney" — 6:14 5. "I'm a Slave 4 U" — 3:23 6. "I'm a Slave 4 U" [Thunderpuss Radio Mix] — 3:18 UK CD Single 1. "Overprotected" — 3:18 2. "Overprotected" [JS16 Remix] — 6:07 3. "I'm a Slave 4 U" [Thunderpuss Mixshow Edit (The Remix)] — 6:15 UK Promo 12" Vinyl - Side A: 1. "Overprotected" [JS16 Remix] — 6:07 2. "Overprotected" — 3:18 - Side B: 1. "I'm a Slave 4 U" [Thunderpuss Mixshow Edit (The Remix)] — 6:15 2. "I'm a Slave 4 U" [Miguel Migs Petalpusher Vocal] — 5:30 | Netherlands CD Single 1. "Overprotected" — 3:18 2. "Overprotected" [JS16 Remix] — 6:07 3. "Overprotected" [JS16 Dub] — 5:24 4. "Exclusive Chat With Britney" — 6:14 5. Enhanced With "Crossroads" US Film Trailer — 2:16 US Promo CD 1. "Overprotected" [The Darkchild Remix] — 3:18 2. "Overprotected" [The Darkchild Remix Radio Edit] — 3:06 3. "Overprotected" — 3:18 US 12" Vinyl - Side A: 1. "Overprotected" [The Darkchild Remix] — 3:18 2. "Overprotected" [The Darkchild Remix Edit] — 3:06 3. "Overprotected" [The Darkchild Remix Instrumental] — 3:06 - Side B: 1. "Overprotected" [Radio Edit] — 3:06 2. "Overprotected" — 3:18 3. "Overprotected" [Instrumental] — 3:06 |

### Remix ufficiali
- Album Version — 3:20
- Radio Edit — 3:20 (The "action" phrase was cut out)
- Instrumental — 3:22
- Darkchild Remix — 3:21
- Darkchild Remix (Instrumental) — 3:22
- Darkchild Remix (Radio Edit) — 3:06
- Riprock 'N' Alex G. Remix — 3:23
- JS16 Remix — 6:11
- JS16 Dub — 5:24

## Classifiche

### Classifiche settimanali
| Classifica (2001-02)              | Posizione massima |
| --------------------------------- | ----------------- |
| Australia                         | 16                |
| Belgio (Fiandre)                  | 9                 |
| Belgio (Vallonia)                 | 14                |
| Canada (The Darkchild Remix)      | 22                |
| Europa                            | 8                 |
| Finlandia                         | 7                 |
| Francia                           | 15                |
| Irlanda                           | 9                 |
| Italia                            | 3                 |
| Norvegia                          | 9                 |
| Romania                           | 5                 |
| Paesi Bassi                       | 15                |
| Regno Unito                       | 4                 |
| Spagna                            | 14                |
| Svezia                            | 2                 |
| Stati Uniti (The Darkchild Remix) | 86                |

### Classifiche di fine anno
| Classifica (2002) | Posizione |
| ----------------- | --------- |
| Australia         | 89        |
| Francia           | 82        |
| Italia            | 55        |
| Svizzera          | 34        |